# Санта-Марія-дей-Монті
Санта Марія-дей-Монті чи Санта-Марія-аї-Монті (італ. Santa Maria ai Monti) — титулярна церква (з 1960 року) в Римі, розташована на via Madonna dei Monti, 300 м на схід від Форуму Августа.

## Історія
Церква побудована Джакомо делла Порта на прохання папи Григорія XIII у 1580 році. При побудові церкви Джакомо делла Порта орієнтувався на нещодавно ним побудовану церкву Il Gesù (1577). Церква побудована на честь віднайдення чудотворної ікони XV століття на якій зображена Діва Марія з святим Лаврентієм та святим Стефаном. Ікона була віднайдена в руїнах монастиря Кларисок. Ця ікона знаходиться над вівтарем у церкві.
Копію ікони проносять довкола церкви наприкінці квітня, відзначаючи час її віднайдення у 1579 році. Фасад церкви реставрований у 1991–1992 роках.

## Інтер'єр
У церкві пізнається натхнення Джакомо делла Порта щойно збудованою церквою Il Gesù. Роботи по облаштуванні церкви проводилися також архітекторами Карло Ломбарді та Фламініо Понціо. У 1599 під куполом церкви встановлено 4 фігури пророків Старого Завіту виготовлених Джованні Анкіла. Абсида церкви, фрески чотирьох євангелістів є результатом роботи Крістофоро Касолані. Церква також щедро прикрашена фресками роботи школи Нікколо Чірчіньяні (Помарчо). У каплиці за вівтарем знаходяться реліквії Святого Бенуа, який помер у 1783 році під час паломницької поїздки на сходах церкви.
Церква відкрита щодня з 07:00 до 12:00 і ввечері з 18:00 по 20:00.

## Кардинали
- Хорхе Уроса Савіно, архієпископ Каракаса, кардинал-священик з титулом церкви Санта-Марія-дей-Монті з 24 березня 2006 року по 23 вересня 2021 року.
- Жан-Марк Авелін, архієпископ Марселя, кардинал-священик з титулом церкви Санта-Марія-дей-Монті з 27 серпня 2022 року.